# Saccharum macrantherum
Saccharum macrantherum là một loài thực vật có hoa trong họ Hòa thảo. Loài này được (Pilg.) S. Ahmad & R.R. Stewart miêu tả khoa học đầu tiên năm 1958.